# Elena Marinucci
Elena Marinucci (L'Aquila, 18 agosto 1928 – Roma, 31 marzo 2023) è stata una politica italiana, esponente del Partito Socialista Italiano e dei Socialisti Democratici Italiani, senatrice della Repubblica, sottosegretaria di Stato ed europarlamentare.

## Biografia

### Primi anni e avvicinamento al PSI
Dopo gli studi presso il liceo ginnasio Domenico Cotugno dell'Aquila, si laureò in giurisprudenza all'università degli Studi di Roma "La Sapienza". Sposatasi nel 1951 con il deputato e avvocato aquilano Nello Mariani, Elena Marinucci svolse per alcuni anni attività di avvocata presso lo studio del marito e dal 1965 al 1987 lavorò come docente di diritto in un istituto tecnico commerciale aquilano.
Iscritta all'Unione donne giuriste, diventò attiva in politica durante le manifestazioni a favore della legge Fortuna-Baslini sul divorzio. Trasferitasi a Roma, si avvicinò all'ambiente femminista, iniziando a frequentare gruppi di autocoscienza, partecipando al gruppo del Teatro della Maddalena, fondato nel 1973 da Dacia Maraini, e fondando sul finire del decennio la "Lega delle donne per il socialismo".
Fu attiva anche nel comitato socialista, fondato da Adriana Fabbri Seroni a difesa della legge 194, e al congresso del Partito Socialista Italiano del 1981 a Palermo venne nominata da Bettino Craxi responsabile femminile nazionale del PSI. In tale veste ottenne l'inserimento di una quota del 25% degli incarichi direttivi del partito riservata alle donne e organizzò convegni invitando personalità femminili di altri paesi europei per stimolare il dibattito e per il superamento del concetto di parità formale o legale verso il principio delle "pari opportunità".

### Attività parlamentare in Italia

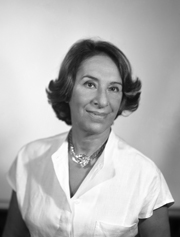
Elena Marinucci

Alle elezioni politiche del 1983 venne eletta senatrice. Nel corso della IX legislatura fu membro della commissione "giustizia" del Senato e presentò una proposta di legge per accorciare il tempo che separava divorzio e separazione, ridotto così nel 1987 da cinque a tre anni. Nel corso della medesima legislatura, il governo Craxi I  inserisce la realizzazione della parità di genere fra gli obiettivi del governo su richiesta di Marinucci in sede di richiesta di fiducia. Il 12 giugno del 1984 venne per questo istituita la "Commissione nazionale per la realizzazione della parità tra Uomo e Donna presso la Presidenza del Consiglio", composta da 30 donne, presieduta da Elena Marinucci fino al 1987, il cui scopo era quello di adeguare la legislazione vigente ai principi della parità di genere.
Elena Marinucci fu rieletta, sempre al Senato, nelle due successive tornate elettorali (quella del 1987 e quella del 1992). Durante la X legislatura (1987-1992) mantenne dapprima la posizione in commissione "giustizia", passando poi nel 1989 a quella "territorio, ambiente, beni ambientali"; nello stesso periodo, sotto tutti e quattro i governi della legislatura (Goria, De Mita, Andreotti VI e Andreotti VII) fu sottosegretaria di Stato per il ministero della sanità. Nell'XI legislatura ottenne invece il ruolo di presidente della commissione "Igiene e sanità".
Nel 1987 si espresse a favore della legalizzazione della surrogazione di maternità e appoggiò il gruppo Donne e Diritto della Commissione nazionale di parità, che supportava il divieto di disconoscimento di maternità e paternità nei casi di fecondazione artificiale.

### Attività parlamentare in Europa

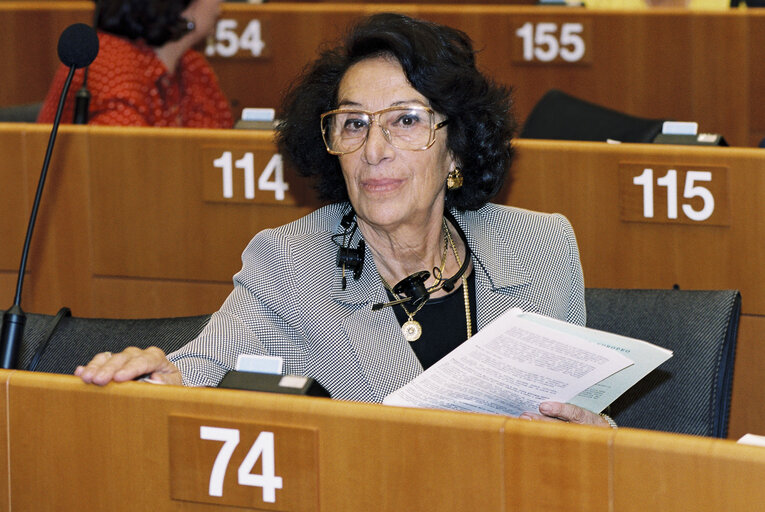
Elena Marinucci al Parlamento Europeo

Alle elezioni europee del 1994 venne eletta per la IV legislatura del Parlamento europeo, nella circoscrizione Italia meridionale con 32 390 preferenze. Ricoprì in sede europea il ruolo di componente della commissione per la protezione dell'ambiente, la sanità pubblica e la tutela dei consumatori, della commissione per i diritti della donna, della delegazione per le relazioni con i paesi dell'America centrale e con il Messico e della delegazione per le relazioni con l'Ucraina, la Bielorussia e la Moldavia; fu inoltre componente sostituto nella commissione per gli affari sociali e l'occupazione, nella commissione per le petizioni, nella commissione per la ricerca, lo sviluppo tecnologico e l'energia e nella delegazione per le relazioni con i paesi dell'America del Sud e MERCOSUR.
Al termine del mandato europeo si ritirò dalla vita politica.

## Pubblicazioni
- Elena Marinucci e Laura Remiddi, Guida all'aborto legale. Come applicare e gestire la legge sull'interruzione della gravidanza, Marsilio, 1978.
- Elena Marinucci, Una nuova fase per l'Europa: Le socialiste europee a confronto: atti della Quinta Convenzione delle donne socialiste. L'Aquila 11-12-13 novembre 1983, a cura della direzione del PSI, Roma, 1984.
- Elena Marinucci, Le istituzioni europee e le donne, con la collaborazione di Giampaola Mazzola, Tipografia Arti Grafiche Galvan a cura di Best Service, dicembre 1994.
- Elena Marinucci, Le PMI e l'Unione Europea, con la collaborazione di Giampaola Mazzola, Tipografia Arti Grafiche Galvan a cura di Best Service, giugno 1995.
- Elena Marinucci, Perché l'Europa? Quale Europa?, dal manifesto di Ventotene alla conferenza intergovernativa, con la collaborazione di Giampaola Mazzola, Gruppo del partito del socialismo europeo, Delegazione italiana, 1996.
- Elena Marinucci, Per sapere di più. Fondi, Programmi e Strumenti finanziari comunitari, con la collaborazione di Giampaola Mazzola, Gruppo Tipografico Editoriale L'Aquila, 1997.
- Elena Marinucci, Discorsi parlamentari. Angelina Merlin, a cura del Senato della Repubblica, Segretariato generale, Servizio studi, Roma, 1998.
- Elena Marinucci, Per un mondo più giusto. scritti su questione femminile e socialismo (1978-2015), a cura di Anna Maria Isastia, Roma, Edizioni di storia e letteratura, 2019.